# 36 Piscium
36 Piscium är en gul ljusstark jätte som ligger i Fiskarnas stjärnbild.
36 Piscium har visuell magnitud +6,12 och är synlig vid god seeing. Stjärnan befinner sig på ett avstånd av ungefär 410 ljusår.